# E-merchandising
Le e-merchandising est issu du merchandising physique magasin. Les objectifs sont les mêmes et seul le support change afin de s'adapter aux contraintes du web. L'e-merchandising ne répond donc pas aux mêmes règles que le merchandising traditionnel.
Le  e-merchandising est l'ensemble de techniques visant à aider un web marketer à mieux optimiser ses interfaces web sur le plan ergonomie et utilisabilité. D'après Paul-Emile CADILHAC, son premier objectif est d'optimiser le C.A. du site Internet marchand ou de l'application interactive en trouvant le meilleur équilibre entre la psychologie de l'acheteur et la politique commerciale de l'Enseigne. Sa mise en œuvre repose sur les usages en matière d'ergonomie de l'interactivité.
Tout comme le merchandising, l'objectif est de maximiser les ventes en jouant sur le périmètre de l'offre présentée, l'organisation de l'offre, la navigation au sein de l'offre, la présentation des produits ou services proposés, et les fonctionnalités développées pour accompagner le cheminement de l'acheteur.

## Facteurs clé de succès
Selon Kepner, pour réussir le merchandising, il faut réunir simultanément :
- Le Bon produit au Bon prix : en matière de dénomination, emplacement du logo, couleur et taille sur la page
- Au Bon endroit : il s'agit du placement du produit parmi d'autres. Sur le web le produit est généralement présenté depuis la page d’accueil et doit avoir une visibilité générale et ce par sa mise en évidence en matière de présentation et graphisme (couleur et taille)mais aussi par le mode d’accès, son appellation ainsi que son emplacement dans le site.
- Au Bon moment : prendre en considération l'actualité/ saisonnalité, lors de l'aménagement du site marchand.
- Avec la Bonne quantité/disponibilité
- Avec la Bonne information/présentation: de la fiche produit, de l’accessibilité et le contenu ainsi que le mode de contact avec la société.
- Avec la Bonne ambiance

Il s'agit donc d'adapter ces facteurs clés de succès à l'e-commerce et au m-commerce. Compte tenu de la faible expérience dont disposent aujourd'hui ce secteur d'activité il est impossible d'édicter des règles précises en la matière. Si certains "codes" de présentation peuvent être considérés comme des standards, il faut découvrir les règles efficientes, sur chaque univers produits et chaque modèle économique, au travers de l'expérimentation. En 2013 la réponse à l'e-merchandising est par conséquent méthodologique".
C'est ainsi que dans son ouvrage, Paul-Emile CADILHAC propose une démarche e-merchandising. Elle repose sur quatre phases qui s'enchainent :
- la phase "Stratégie" au cours de laquelle il s'agit de dessiner les contours du concept marchand, notamment en fixant la stratégie d'offre du magasin virtuel,
- la phase d'"Organisation", la plus structurante, où l'on va bâtir l’expérience de l’internaute au travers de la structuration principale de l’offre en univers, rayons, familles, sous-familles, etc., la répartition des produits au sein de la structure et enfin le modèle de la navigation en son sein,
- la phase de "Présentation" qui permet d'aboutir à la structure détaillée du magasin, débouche sur la conception des listes de produits et fiches produits et permet de répartir précisément informations, animation commerciale et services au sein de la structure.
- la phase d'"Exploitation", basée avant tout sur une démarche d’expérimentation permanente où l'on va chercher à mesurer en permanence les indicateurs qui vont permettre d’apprécier la performance du magasin et d'en déduire les évolutions souhaitables en vue d'optimiser l'e-merchandising.
Voir les recommandations de la Commission générale de terminologie et de néologie sur l'emploi du préfixe e- dans la section terminologie de l'article e-business et m-commerce.